# Парламентские выборы в Испании (1896)
Парламентские выборы в Испании 1896 года прошли 5 апреля.

## Предыстория
24 февраля 1895 года на востоке Кубе началось восстание против испанского владычества. Уже 17 марта 1895 года либеральный кабинет Пракседеса Матео Сагасты пал в результате нападений на редакции газет «Резюме» (исп. El Resumen) и «Глобус» (исп. El Globo), критиковавших военные назначения властей на Кубе. 23 марта новым председателем Совета министров стал лидер консерваторов Антонио Кановас дель Кастильо. 26 февраля 1896 года было объявлено о роспуске парламента и назначении новых выборов.
Республиканская прогрессистская, Национальная республиканская и Республиканская централистская партии решили бойкотировать голосование, таким образом на выборах республиканские силы были представлены Федеративной демократической республиканской партией, которая выступала за предоставление Кубе автономии, и группой независимых республиканцев-посибилистов во главе с Эмилио Кастеларом, вернувшимся в политику.

## Результаты
5 апреля был избран 401 член Конгресса депутатов в самой Испании, 16 депутатов в Пуэрто-Рико (13 из них представляли Безусловно испанскую партию, выступавшую против независимости острова, де-факто филиал Либерально-консервативной партии, 3 — Автономистскую партию Пуэрто-Рико) и 30 на Кубе (все от Конституционного союза, среди которых было 11 консерваторов, 10 либералов, 2 сильвелиста, а также 7 независимых).
Победу на выборах одержала Либерально-консервативная партия Антонио Кановаса дель Кастильо. Считая союзников из числа баскских династистов, консерваторы смогли получить 272 места в Конгрессе депутатов (67,83 %).. Их главным оппонентам, Либеральной партии во главе с Пракседесом Матео Сагастой пришлось удовлетвориться 98 местами (24,44 %). Республиканцы, большая часть которых бойкотировала выборы, сократили своё представительство в парламенте почти в 12 раз, с 47 мест до 4.
Итоги выборов в Конгресс депутатов Испании 5 апреля 1896 года
| Партии и коалиции                                            | Партии и коалиции              | Партии и коалиции                     | Партии и коалиции                             | Лидер                          | Голоса | Голоса | Голоса | Места | Места      |
| Партии и коалиции                                            | Партии и коалиции              | Партии и коалиции                     | Партии и коалиции                             | Лидер                          | #      | %      | +/−    | Места | +/−        |
| ------------------------------------------------------------ | ------------------------------ | ------------------------------------- | --------------------------------------------- | ------------------------------ | ------ | ------ | ------ | ----- | ---------- |
|                                                              |                                | Либерально-консервативная партия      | исп. Partido Liberal-Conservador, PLC         | Антонио Кановас дель Кастильо  |        |        |        | 272   | ▲202       |
|                                                              | Консервативный союз            | исп. Unión Conservadora, UC           | Франсиско Сильвела-и-Ле Веллёза               |                                |        |        | 12     | ▼5    |            |
| Все консерваторы                                             | Все консерваторы               | Все консерваторы                      | Все консерваторы                              | Все консерваторы               |        |        |        | 284   | ▲197       |
|                                                              |                                | Либеральная партия                    | исп. Partido Liberal, PL                      | Пракседес Матео Сагаста        |        |        |        | 98    | ▼159       |
| Все либералы                                                 | Все либералы                   | Все либералы                          | Все либералы                                  | Все либералы                   |        |        |        | 98    | ▼159       |
|                                                              |                                | Независимые республиканцы-посибилисты | исп. Republicanos posibilistas independientes | Эмилио Кастелар                |        |        |        | 4     | Первый раз |
| Все республиканцы                                            | Все республиканцы              | Все республиканцы                     | Все республиканцы                             | Все республиканцы              |        |        |        | 4     | ▼43        |
|                                                              |                                | Традиционалистское причастие          | исп. Comunión Tradicionalista, CT             | Маркиз де Серральбо            |        |        |        | 10    | ▲3         |
|                                                              | Независимые католики           | исп. Católico independiente           | Маркиз де Сантильяна                          |                                |        |        | 1      | ▼     |            |
| Все карлисты и традиционалисты                               | Все карлисты и традиционалисты | Все карлисты и традиционалисты        | Все карлисты и традиционалисты                | Все карлисты и традиционалисты |        |        |        | 11    | ▲3         |
|                                                              | Независимые                    | Независимые                           | Независимые                                   | Независимые                    |        |        |        | 2     | —          |
|                                                              | Незанятые                      | Незанятые                             | Незанятые                                     | Незанятые                      |        |        |        | 2     | —          |
|                                                              |                                |                                       |                                               |                                |        |        |        |       |            |
| Всего                                                        | Всего                          | Всего                                 | Всего                                         | Всего                          | н/д    | 100,00 |        | 401   | ▬          |
|                                                              |                                |                                       |                                               |                                |        |        |        |       |            |
| Источник: - Historia Electoral - Spain Historical Statistics |                                |                                       |                                               |                                |        |        |        |       |            |

1. ↑  Включая баскских династистов

## Результаты по регионам
Консерваторы заняли первое место по количеству избранных депутатов в 43 провинциях. Либералы смогли победить в Вальядолиде и Логроньо. В Наварре первенствовали карлисты, в Уэске — республиканцы-посибилисты. В провинции Гипускоа первое место поделили консерваторы и карлисты, в Авиле — либералы и Консервативный союз. В трёх из четырёх крупнейших городах страны уверенную победу смогли одержать консерваторы, завоевав 5 мандатов из 8 в Мадриде, 3 из 5 в Барселоне и 2 из 3 в Валенсии. В Севилье консерваторы и либерали поделили 4 мандата поровну между собой. Также либералы получили по 2 мандата в Мадриде и Барселоне. По одному мандату взяли независимые (в Мадриде) и карлисты (в Валенсии).

## После выборов
12 мая 1896 года члены Конгресса депутатов нового созыва выбрали председателя. Им стал Алехандро Пидаль-и-Мон (Либерально-консервативная партия), за которого проголосовали 253 парламентария. Председателем Сената стал Хосе Эльдуайен, маркиз дель Посо-де-ла-Мерсед (Либерально-консервативная партия).
Срок полномочий Конгресса депутатов 1896—1898 годов проходил под знаком Войны за независимость Кубы, третьего и последнего военного конфликта между Кубой и Испанией. Незадолго до выборов в отставку ушёл губернатор Кубы генерал Арсенио Мартинес де Кампос, которого сменил генерал Валериано Вейлер-и-Николау, в дальнейшем получивший прозвище «Мясник» за свои действия по подавлению Кубинской революции. Отправка войск на Кубу сопровождалась протестами с участием республиканцев. Пытаясь покончить с восстанием и опасаясь вмешательства США, власти Испании пошли на ряд уступок. В апреле 1897 года состоялись так называемая малые правовые реформы для кубинцев. В ноябре 1897 года была объявлена амнистия всем кубинским политзаключённым, а также предоставлено всеобщее избирательное право для кубинцев мужского пола старше 25 лет. 1 января 1898 года власти Испании сформировали временное автономное правительство Кубы.
8 августа 1897 года председатель Совета министров Антонио Кановас дель Кастильо был убит итальянским анархистом Микеле Анджиолилло. 9 августа новым главой правительства стал генерал Марсело Аскаррага (Либерально-консервативная партия), занимавший этот пост до 4 октября 1897 года